# La Jonquille
Pour l’article homonyme, voir Jonquille.
La Jonquille (P721) est un patrouilleur côtier de gendarmerie maritime (PCG) de la marine française. Basée au port militaire de Toulon, elle est affectée à la police des pêches et de la navigation en Méditerranée dans une zone comprise entre les frontières espagnole, italienne et la Corse. Elle porte le numéro de coque P721.

## Carrière opérationnelle
Auparavant, la Jonquille était basée au port de la Pointe des Galets, le principal port de l'île de La Réunion, un département d'outre-mer français dans le sud-ouest de l'océan Indien. Elle remplissait des missions inhérentes à la Gendarmerie nationale française. En juin 2008, elle est remplacée par un bâtiment plus petit, le Verdon (P602), une vedette côtière de surveillance maritime. Elle a été transportée par le BPC Mistral pour rejoindre son nouveau port d'attache à Toulon.

## Patrouilleur côtier de gendarmerie maritime
Les cinq patrouilleurs côtiers de gendarmerie maritime (PCG) relèvent de l’Action de l’État en mer. Leurs missions sont la sauvegarde maritime et la police des pêches. Les autres patrouilleurs sont P719 Armoise (Cherbourg), P720 Géranium (Lorient),  P722 Violette (Pointe-à-Pitre) et P723 Jasmin (Papeete).